# Kallstroemia boliviana
Kallstroemia boliviana là một loài thực vật có hoa trong họ Zygophyllaceae. Loài này được Standl. miêu tả khoa học đầu tiên năm 1936.